# NGC 7144
NGC 7144 est une vaste galaxie elliptique située dans la constellation de la Grue. Sa vitesse par rapport au fond diffus cosmologique est de 1 735 ± 22 km/s, ce qui correspond à une distance de Hubble de 25,6 ± 1,8 Mpc (∼83,5 millions d'al). NGC 7144 a été découverte par l'astronome britannique John Herschel en 1834. 
NGC 7144 a été utilisée par Gérard de Vaucouleurs comme une galaxie de type morphologique SA0- dans son atlas des galaxies,.
À ce jour, 17 mesures non basées sur le décalage vers le rouge (redshift) donnent une distance de 27,853 ± 6,140 Mpc (∼90,8 millions d'al), ce qui est à l'intérieur des valeurs de la distance de Hubble.

## Groupe de NGC 7144
Selon A. M. Garcia, NGC 7144 est la principale galaxie d'un groupe qui porte son nom. Le groupe de NGC 7144 renferme au moins cinq membres. Les autres galaxies du groupe sont NGC 7145, NGC 7151, NGC 7155 et ESO 236-35.
D'autre part, NGC 7144 et NGC 7145 forment une paire de galaxies,.